# Alexandra Fernández Gómez
Alexandra Fernández Gómez, née le 21 octobre 1988, est une femme politique espagnole membre de Anova-Fraternité nationaliste.
Elle est élue députée de la circonscription de Pontevedra lors des élections générales de 2015.

## Biographie

### Profession
Alexandra Fernández Gómez a réalisé des études en architecture et urbanisme.

### Carrière politique
Le 20 décembre 2015, elle est élue députée pour Pontevedra au Congrès des députés et réélue en 2016.